# Lorraine Toussaint
Lorraine Toussaint (4 de abril de 1960) é uma atriz e produtora de televisão estadunidense.

## Filmografia

### Cinema
| Ano  | Título                      | Papel                   |
| ---- | --------------------------- | ----------------------- |
| 1989 | Breaking In                 | Delphine the Hooker     |
| 1991 | Hudson Hawk                 | Almond Joy              |
| 1993 | Point of No Return          | Beth                    |
| 1994 | Mother's Boys               | Robert's Associate      |
| 1994 | Bleeding Hearts             | Enid Sheperd            |
| 1995 | Dangerous Minds             | Irene Roberts           |
| 1996 | Psalms from the Underground |                         |
| 1997 | The Spittin' Image          |                         |
| 1998 | Black Dog                   | Avery                   |
| 1998 | Jaded                       | Carol Broker            |
| 2001 | The Sky Is Falling          | Janie                   |
| 2007 | Rwanda Rising               | Berne Mukaniwisi        |
| 2008 | The Gold Lunch              | Judge                   |
| 2009 | The Soloist                 | Flo Ayers               |
| 2012 | Middle of Nowhere           | Ruth                    |
| 2014 | Ask Me Anything             | Dr. Sherman             |
| 2014 | Selma                       | Amelia Boynton Robinson |
| 2015 | Runaway Island              | Naomi Holloway          |
| 2015 | The Night Before            | Mrs. Roberts            |
| 2016 | Sophie and the Rising Sun   | Salome Whitmore         |
| 2016 | Coco                        | Nichelle                |
| 2018 | Fast Color                  | Bo                      |

### Televisão
| Ano  | Título                                   | Papel                       |
| ---- | ---------------------------------------- | --------------------------- |
| 1983 | The Face of Rage                         | Stendah                     |
| 1986 | A Case of Deadly Force                   | Pat Bowden                  |
| 1988 | One Life to Live                         | Vera Williams               |
| 1989 | A Man Called Hawk                        | Emily Howell                |
| 1990 | Common Ground                            | Alva                        |
| 1990 | 227                                      | Monica Patton               |
| 1990 | Nasty Boys                               | Dr. Chanel Cory             |
| 1990 | Law & Order                              | Shambala Green              |
| 1991 | Daddy                                    | Judge (não creditada)       |
| 1992 | Red Dwarf                                | Captain Tau                 |
| 1992 | Tequila and Bonetti                      | Big Marie                   |
| 1992 | Trial: The Price of Passion              | Nancy Goodpaster            |
| 1992 | Bodies of Evidence                       | Dr. Mary Rocket             |
| 1993 | Queen                                    | Joyce                       |
| 1993 | Lies and Lullabies                       | Florence Crawford           |
| 1993 | Class of '61                             | Sarah                       |
| 1993 | The Sinbad Show                          | Mrs. Payton                 |
| 1993 | Where I Live                             | Marie St. Martin            |
| 1994 | A Time to Heal                           | Zelda                       |
| 1994 | M.A.N.T.I.S.                             | Denise Copeland             |
| 1995 | Bless This House                         | Lorraine                    |
| 1995 | Amazing Grace                            | Yvonne Price                |
| 1995 | Murder One                               | Margaret Stratton           |
| 1995 | It Was Him or Us                         | Lt. Washington              |
| 1996 | America's Dream                          | Philomena                   |
| 1996 | Nightjohn                                | Dealey                      |
| 1996 | If These Walls Could Talk                | Shameeka Webb               |
| 1996 | Mr. & Mrs. Smith                         | Dr. Cotter                  |
| 1996 | Dark Skies                               | Eda Mae Tillman             |
| 1996 | The Cherokee Kid                         | Mama Turner                 |
| 1997 | Promised Land                            | Linda Paxton                |
| 1997 | Leaving L.A.                             | Dr. Claudia Chan            |
| 1998 | Blackout Effect                          | Kim Garfield                |
| 1998 | Nothing Sacred                           | Lorraine Hamilton           |
| 1998 | Cracker: Mind Over Murder                | Tisha Watlington            |
| 1998 | C-16: FBI                                | Marsha Fontaine             |
| 1998 | Any Day Now                              | Rene Jackson                |
| 2002 | Crossing Jordan                          | Dr. Elaine Duchamps         |
| 2003 | Threat Matrix                            | Carina Wright               |
| 2004 | Frasier                                  | Nurse                       |
| 2005 | Their Eyes Were Watching God             | Pearl Stone                 |
| 2005 | Judging Amy                              | Eileen Stayman              |
| 2005 | The Closer                               | Deputy D.A. Powell          |
| 2005 | Numb3rs                                  | Medical Examiner            |
| 2006 | 3 lbs                                    | Della                       |
| 2006 | CSI: Crime Scene Investigation           | Cynthia James / Marla James |
| 2006 | Ugly Betty                               | Amelia 'Yoga' Bluman        |
| 2007 | Saving Grace                             | Capt. Kate Perry            |
| 2008 | ER                                       | Yolanda                     |
| 2009 | Numb3rs                                  | Agent Terri Green           |
| 2009 | Friday Night Lights                      | Bird Merriweather           |
| 2010 | The Line                                 | Josephine Johnson           |
| 2010 | Three Rivers                             | Yolanda Moss                |
| 2010 | The Glades                               | Carol Watkins               |
| 2011 | The Doctor                               | Ayanna                      |
| 2011 | NCIS                                     | Vice-diretor Donna Wolfson  |
| 2011 | Against the Wall                         | Officer Edie                |
| 2012 | Grey's Anatomy                           | Dr. Fincher                 |
| 2012 | The Finder                               | La Bruja                    |
| 2012 | Drop Dead Diva                           | Prof. Ellen Daily           |
| 2012 | The Secret Life of the American Teenager |                             |
| 2012 | Scandal                                  | Nancy Drake                 |
| 2013 | Body of Proof                            | Angela Martin               |
| 2013 | The Fosters                              | Dana Adams                  |
| 2014 | Being Mary Jane                          | Aunt Toni                   |
| 2014 | Orange Is the New Black                  | Yvonne “Vee” Parker         |
| 2014 | Forever                                  | Lt. Joanna Reece            |
| 2015 | Rosewood                                 | Donna Rosewood              |
| 2021 | The Equalizer                            | Frieda "Aunty Fry" Lascombe |